# 日比賢昭
日比 賢昭（ひび よしあき、1928年9月15日 - 2012年9月29日）は、日本の経営者。サンゲツ社長、会長を務めた。

## 経歴
愛知県名古屋市出身。1947年に旧制名古屋中学校を卒業し、同年に家業の山月堂商店(のちのサンゲツ)に入社。1953年に常務に就任し、1963年に専務を経て、1965年に社長に就任。2012年9月に会長に就任。
2009年4月に旭日小綬章を受章
2012年9月29日心不全のために死去。84歳没。